# Nikko Weidemann

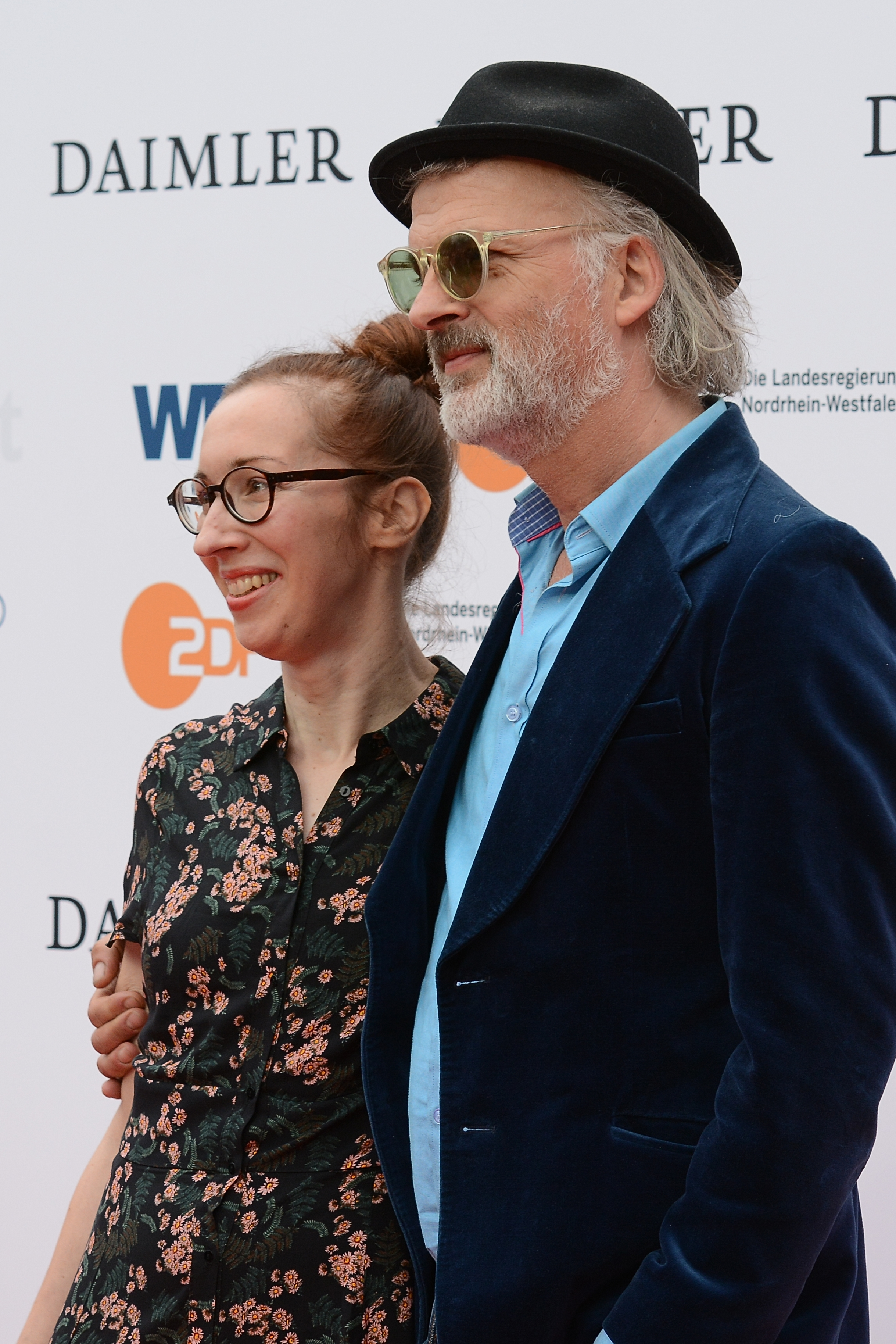
Nikko Weidemann mit Antje Zynga bei der Verleihung des Grimme-Preises 2018

Nikolai „Nikko“ Weidemann (* 13. Oktober 1961 in der Nähe von Köln) ist ein deutscher Musiker und Komponist.

## Leben
Weidemann stand bereits im Alter von 17 Jahren mit Frank Zappa auf der Bühne. Seit den frühen 1980er Jahren ist er Teil der Berliner Musikszene und arbeitete u. a. mit den Einstürzenden Neubauten (u. a. auf deren Album Halber Mensch), Nena, Rio Reiser und Nick Cave zusammen. Er war Mitglied in der Post-Funk-Formation Flucht nach vorn, sowie der Bands 1. Futurologischer Congress, Mad Romeo und Mona Mur und die Mieter.
1991 zog Weidemann nach London, um dort mit dem Songwriter Guy Chambers das von Moses Schneider koproduzierte Album Bird in a Cage aufzunehmen, das unter dem Bandnamen Nikko & the Passion Fruit erschien. Ende der 1990er Jahre zog er nach New York, wo er Kontakte zu Yoko Ono, Sean Lennon sowie dem Jeff-Buckley-Bassisten Mick Grondahl knüpfte. In dieser Zeit entstand auch ein zweites Passion Fruit-Album, das aufgrund eines Rechtsstreites allerdings erst 2006 unter dem Alias King Capsule erschien.
Nach fünf Jahren in New York kehrte Weidemann Anfang 2003 nach Deutschland zurück und komponierte in Folge vermehrt für Film und Fernsehen, so auch für Fatih Akins Gegen die Wand und Schwerkraft von Maximilian Erlenwein. Er arbeitete mit Rufus Wainwright bei den Aufnahmen von dessen Album Release the Stars zusammen. Mit dem Selig-Gitarristen Christian Neander bildete er ein Songwriting-Duo. 2005 verlor er bei einem Zwischenfall vor einer Berliner Bar sein rechtes Auge und trägt seitdem bei Auftritten eine Augenklappe. 2010 veröffentlichte er seine erste deutschsprachige Soloplatte Schöne Schmerzen.
Seit 2016 betreut Weidemann die Serie Babylon Berlin als Onscreen Music Supervisor. Gemeinsam mit Mario Kamien schrieb er u. a. den Titelsong Zu Asche, zu Staub. Seit 2018 war er zudem mehrfach mit dem Moka Efti Orchestra auf Tournee.
Mit seiner autobiographischen, musikalischen One-Man-Show Ich seh’ Monster hatte er im Juni 2019 bei den Ruhrfestspielen Premiere und trat in der Folge beim Zürcher Theaterspektakel, am Kammertheater Stuttgart und an der Volksbühne Berlin auf.

## Auszeichnungen
- Grimme-Preis 2018[1]
- Listen to Berlin-Award, Kategorie Sound for Media – Synch[3]

## Diskographie
- 1982 Flucht Nach Vorn – Flucht Nach Vorn (EP/Supermax)
- 1983 1.Futurologischer Congress – Wer Spricht (LP/Teldec)
- 1984 Flucht Nach Vorn – O Cubano (EP/Vielklang)
- 1985 Flucht Nach Vorn – Talking Is Over (LP/Vielklang)
- 1985 Einstürzende Neubauten – Halber Mensch (LP/Some Bizarre)
- 1988 Mona Mur – Mona Mur (LP/RCA)
- 1989 Mad Romeo – Love Is The Leader (LP/ACT/Phonogram/Swanyard UK)
- 1994 Nikko & the Passion Fruit – Bird in a Cage (LP/Polydor)
- 2004 Mona Mur – My Man / Soundtrack „Gegen die Wand“ (LP/Normal)
- 2004 Nikko – Don´t Stress Out (EP/Top Twenty/Alive)
- 2006 King Capsule – Somersaults (LP/Couch Records)
- 2009 Mona Mur & En Esch - 120 Tage (CD/Pale Music)
- 2010 Nikko Weidemann – Schöne Schmerzen (LP/BMG/Wanderlust)
- 2017 Babylon Berlin – Original Motion Picture Soundtrack (LP/BMG)
- 2020 Moka Efti Orchestra – Erstausgabe (LP Solfo/Motor Music)